# 1990-es labdarúgó-világbajnokság
Az 1990-es labdarúgó-világbajnokság a futball történetének 14. világbajnoksága volt. Olaszországban rendezték június 8. és július 8. között. A világbajnoki címet az NSZK nyerte, miután a döntőben 1–0-ra verte Argentínát, visszavágva ezzel az 1986-ban, Mexikóban elszenvedett döntőbeli vereségért. A világbajnokság gólkirálya a 6 találatot jegyző olasz Salvatore Schillaci lett.
A Német Szövetségi Köztársaságnak ez volt a harmadik világbajnoki címe, amellyel ekkor utolérte az örökranglistán az olaszokat és a brazilokat. A németeket Franz Beckenbauer irányította, aki e győzelemmel elmondhatta magáról, hogy a labdarúgás történetében ő a második ember, akinek sikerült játékosként és edzőként is világbajnoki címet szereznie (az első Mário Zagallo volt).

## Helyszínek
| Róma                    | Milánó                                                                              | Nápoly                                                                              | Torino                        |
| ----------------------- | ----------------------------------------------------------------------------------- | ----------------------------------------------------------------------------------- | ----------------------------- |
| Olimpiai Stadion        | San Siro                                                                            | San Paolo Stadion                                                                   | Alpok Stadion                 |
| Férőhely: 84 800        | Férőhely: 83 407                                                                    | Férőhely: 83 311                                                                    | Férőhely: 71 362              |
|                         |                                                                                     |                                                                                     |                               |
| Bari                    | Róma Milánó Nápoly Torino Bari Verona Firenze Cagliari Bologna Udine Palermo Genova | Róma Milánó Nápoly Torino Bari Verona Firenze Cagliari Bologna Udine Palermo Genova | Verona                        |
| San Nicola Stadion      | Róma Milánó Nápoly Torino Bari Verona Firenze Cagliari Bologna Udine Palermo Genova | Róma Milánó Nápoly Torino Bari Verona Firenze Cagliari Bologna Udine Palermo Genova | Marcantonio Bentegodi Stadion |
| Férőhely: 58 270        | Róma Milánó Nápoly Torino Bari Verona Firenze Cagliari Bologna Udine Palermo Genova | Róma Milánó Nápoly Torino Bari Verona Firenze Cagliari Bologna Udine Palermo Genova | Férőhely: 43 216              |
|                         | Róma Milánó Nápoly Torino Bari Verona Firenze Cagliari Bologna Udine Palermo Genova | Róma Milánó Nápoly Torino Bari Verona Firenze Cagliari Bologna Udine Palermo Genova |                               |
| Firenze                 | Róma Milánó Nápoly Torino Bari Verona Firenze Cagliari Bologna Udine Palermo Genova | Róma Milánó Nápoly Torino Bari Verona Firenze Cagliari Bologna Udine Palermo Genova | Cagliari                      |
| Artemio Franchi Stadion | Róma Milánó Nápoly Torino Bari Verona Firenze Cagliari Bologna Udine Palermo Genova | Róma Milánó Nápoly Torino Bari Verona Firenze Cagliari Bologna Udine Palermo Genova | Sant’Elia stadion             |
| Férőhely: 49 000        | Róma Milánó Nápoly Torino Bari Verona Firenze Cagliari Bologna Udine Palermo Genova | Róma Milánó Nápoly Torino Bari Verona Firenze Cagliari Bologna Udine Palermo Genova | Férőhely: 44 200              |
|                         | Róma Milánó Nápoly Torino Bari Verona Firenze Cagliari Bologna Udine Palermo Genova | Róma Milánó Nápoly Torino Bari Verona Firenze Cagliari Bologna Udine Palermo Genova |                               |
| Bologna                 | Udine                                                                               | Palermo                                                                             | Genova                        |
| Renato Dall’Ara Stadion | Friuli Stadion                                                                      | Renzo Barbera Stadion                                                               | Luigi Ferraris Stadion        |
| Férőhely: 41 200        | Férőhely: 42 311                                                                    | Férőhely: 40 632                                                                    | Férőhely: 44 800              |
|                         |                                                                                     |                                                                                     |                               |

## Kabala

Ciao

A világbajnokság hivatalos kabalája Ciao volt. Ciao feje egy focilabda volt, teste az olasz trikolorba borult. Nevének jelentése egy köszönés, pontosabban Hello vagy Viszlát.

## Selejtezők

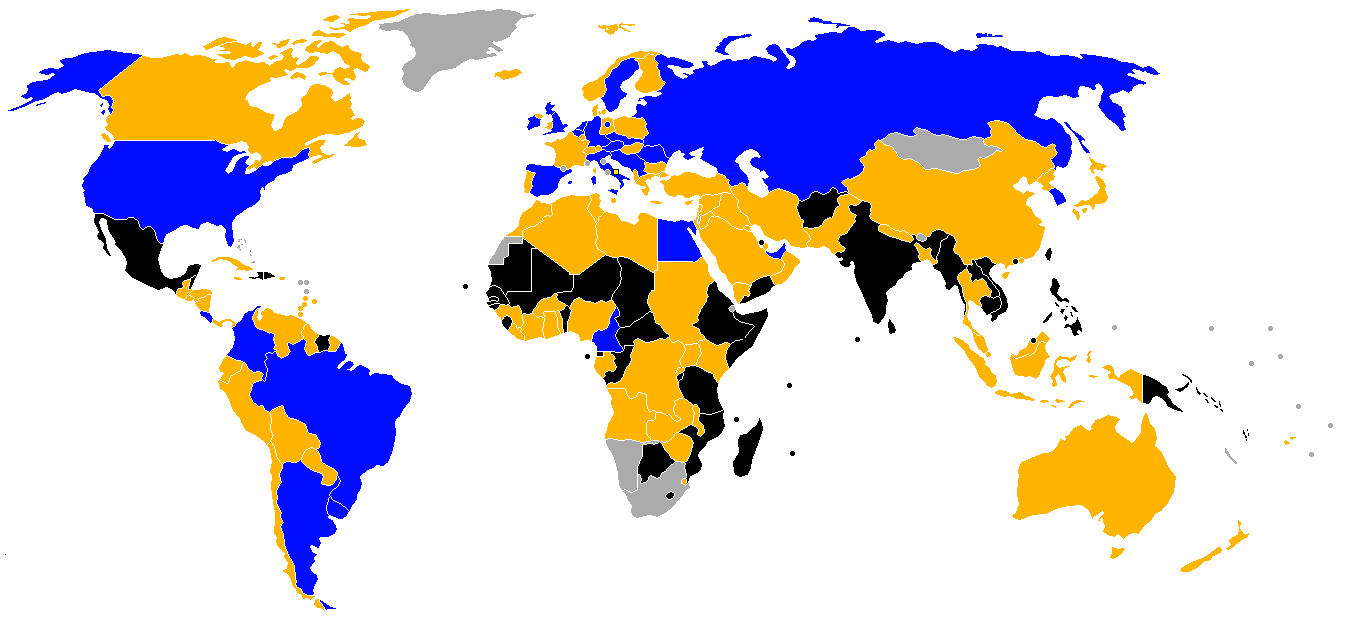

A selejtezőkön összesen 116 ország indult el. A házigazda Olaszország automatikusan kvalifikálta magát, míg Argentínának címvédőként ugyancsak nem kellett selejtező-mérkőzéseket játszania. Az első mérkőzést 1988. április 17-én rendezték, ahol Trinidad és Tobago 4–0-ra győzte le Guyana válogatottját. 1934 után első alkalommal jutott ki a világbajnokságra Egyiptom.
A következő csapatok vettek részt az 1990-es labdarúgó-világbajnokságon
| AFC (2) - Dél-Korea - Egyesült Arab Emírségek CAF (2) - Egyiptom - Kamerun CONCACAF (2) - Costa Rica - Egyesült Államok CONMEBOL (4) - Argentína (címvédő) - Brazília - Kolumbia - Uruguay | OFC (0) - egy sem UEFA (14) - Anglia - Ausztria - Belgium - Csehszlovákia - Hollandia - Írország - Jugoszlávia - NSZK - Olaszország (rendező) - Románia - Skócia - Spanyolország - Svédország - Szovjetunió |

## Összegzés

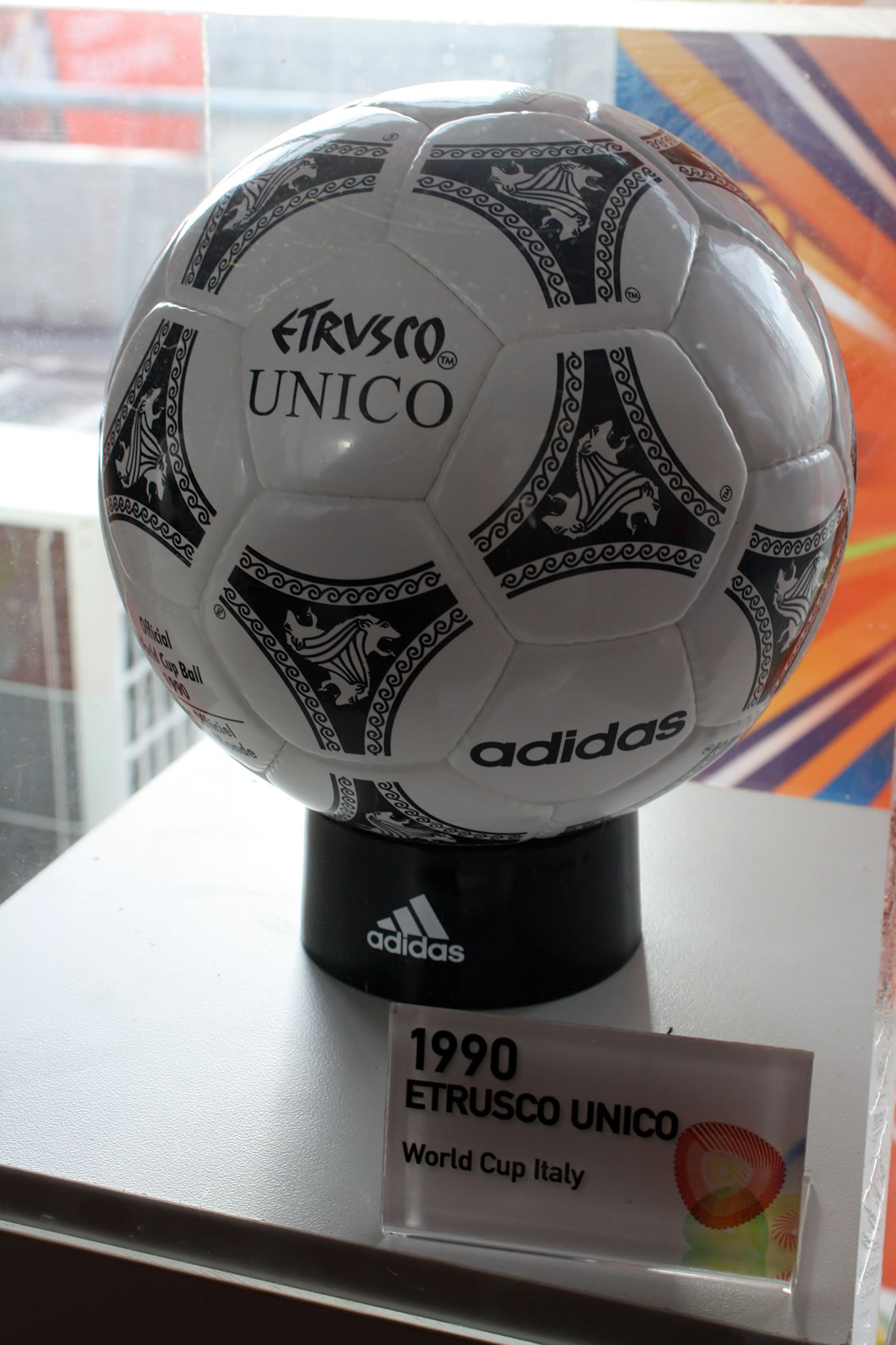
Az "Etrusco Unico" névre keresztelt labda volt a torna hivatalos játékszere

A torna lebonyolítása megegyezett az 1986-os eseményével: hat darab négyes csoportot alakítottak ki, a csoportok első két helyezettje és a négy legjobb harmadik jutott tovább az egyenes kieséses szakaszba. A vb-n három újonc ország képviseltette magát: Costa Rica, Írország és az Egyesült Arab Emírségek.
A világbajnokság egy óriási meglepetéssel kezdődött, mivel a nyitómérkőzésen a címvédő Argentína 1–0-s vereséget szenvedett Kameruntól. A gólt François Omam-Biyik szerezte egy fejesből. Kamerun lett később a vb meglepetése: az afrikai ország korábban még nem jutott be a nyolc közé, és itt is csak drámai csatában maradtak alul Anglia ellen (3–2-re kaptak ki hosszabbítás után). A kameruniak adták a torna egyik hősét a 38 éves, korábban egyszer már visszavonult Roger Milla személyében.
Az argentinok a vereség után azért összeszedték magukat, és – ha nem is túl meggyőző játékkal – a döntőig jutottak. Nem volt könnyű dolguk, hiszen a legjobb 16 között Brazíliával, az elődöntőben pedig a házigazda Olaszországgal találkoztak. A rendes játékidő és a hosszabbítás sem hozott döntés, 1–1-re végeztek a csapatok, így következhettek a 11-esek, amelyeket az argentinok rúgták jobban. A világ ekkor ismerte meg igazán Sergio Goycochea nevét, aki két olasz büntetőt is kivédett.
A világbajnokság gólkirálya a 6 találatot jegyző olasz Salvatore Schillaci lett. A nézőszámok alacsonyak voltak és kevés gól esett, ugyanakkor a piros lapok számában rekorddöntésre került sor (16 darabot mutattak fel belőle). A csapatok többsége a biztonságra helyezte a hangsúlyt: jó példa erre az ezüstérmes argentin együttes, amely mindössze 5 gólt szerzett 7 mérkőzésen, míg négy évvel korábban Diego Maradona egymaga szerzett ennyit. A győztes nyugatnémetek viszont azon kevés gárda közé tartoztak, amelyek támadó felfogásban léptek pályára ezen a tornán.

## Játékvezetők
A labdarúgó világbajnokságon 29 játékvezetőt és 11 partbírót foglalkoztattak. Ezen a tornán a FIFA olyan taktikát alkalmazott, hogy a játékvezetők mellett játékvezető-partbíró sportembereket illetve kifejezetten partbírókat foglalkoztatott. Ennek ellenére a működő játékvezetőket a FIFA folyamatosan alkalmazta partbíróként is. A legtöbb mérkőzést José Roberto Wright (brazil) játékvezető vezetett, szám szerint négyet. Michał Listkiewicz (lengyel) játékvezető a legtöbbször, 8 alkalommal működött közre mint partbíró. A rendező ország erőfeszítéseit elismerve négy játékvezetőt foglalkoztattak mint partbírót.
| Afrika - Nezsi Zsujni Ázsia - Dzsamál as-Saríf - Takada Sizuo Európa - Luigi Agnolin - Emilio Soriano Aladrén - George Courtney - Erik Fredriksson - Siegfried Kirschen - Helmut Kohl - Tullio Lanese - Peter Mikkelsen - Zoran Petrović - Joël Quiniou - Kurt Röthlisberger - Aron Schmidhuber - Carlos Silva Valente - George Smith - Alan Snoddy - Alekszej Szpirin - Marcel van Langenhove - Michel Vautrot | Észak- és Közép-Amerika - Edgardo Codesal Méndez - Vincent Mauro Dél-Amerika - Juan Daniel Cardellino - Elías Jácome - Juan Carlos Loustau - Carlos Maciel - Hernán Silva - José Roberto Wright Partbírók - Armando Pérez Hoyos - Berny Ulloa Morera - Richard Lorenc - Michał Listkiewicz - Carlo Longhi - Pietro D’Elia - Pierluigi Pairetto - Pierluigi Magni - Rosario Lo Bello - Jean-Fidèle Diramba - Dzsászim Mandí - Mohammed Hanszál |

## Csapatok
| Csapat                  | Hányadik szereplése? | Utolsó szereplés |
| ----------------------- | -------------------- | ---------------- |
| Argentína (címvédő)     | 10.                  | 1986             |
| Ausztria                | 6.                   | 1982             |
| Belgium                 | 8.                   | 1986             |
| Brazília                | 14.                  | 1986             |
| Kamerun                 | 2.                   | 1982             |
| Kolumbia                | 2.                   | 1962             |
| Costa Rica              | 1.                   | –                |
| Csehszlovákia           | 8.                   | 1982             |
| Egyiptom                | 2.                   | 1934             |
| Anglia                  | 9.                   | 1986             |
| Olaszország (házigazda) | 12.                  | 1986             |
| Dél-Korea               | 3.                   | 1986             |
| Hollandia               | 5.                   | 1978             |
| Írország                | 1.                   | –                |
| Románia                 | 5.                   | 1970             |
| Skócia                  | 7.                   | 1986             |
| Spanyolország           | 8.                   | 1986             |
| Svédország              | 8.                   | 1978             |
| Egyesült Arab Emírségek | 1.                   | –                |
| Egyesült Államok        | 4.                   | 1950             |
| Uruguay                 | 9.                   | 1986             |
| Szovjetunió             | 7.                   | 1986             |
| Jugoszlávia             | 8.                   | 1982             |
| NSZK                    | 12.                  | 1986             |

## Csoportkör
Egy győzelem 2 pontot ért, egy döntetlen 1 pontot ért. A sorrendről a pontszám után a jobb gólkülönbség, majd a több szerzett gól döntött.
Minden időpont helyi idő szerinti (CEST/UTC+2)

### A csoport
| Hely. | Csapat           | M | Gy | D | V | G+ | G– | Gk | P | Továbbjutás                                |
| ----- | ---------------- | - | -- | - | - | -- | -- | -- | - | ------------------------------------------ |
| 1.    | Olaszország (R)  | 3 | 3  | 0 | 0 | 4  | 0  | +4 | 6 | Továbbjutott az egyenes kieséses szakaszba |
| 2.    | Csehszlovákia    | 3 | 2  | 0 | 1 | 6  | 3  | +3 | 4 | Továbbjutott az egyenes kieséses szakaszba |
| 3.    | Ausztria         | 3 | 1  | 0 | 2 | 2  | 3  | −1 | 2 |                                            |
| 4.    | Egyesült Államok | 3 | 0  | 0 | 3 | 2  | 8  | −6 | 0 |                                            |

| 1990. június 9. 21:00 |

| Olaszország   | 1–0                         | Ausztria |
| ------------- | --------------------------- | -------- |
| Schillaci 78' | (0–0) Jegyzőkönyv Részletek |          |

| Olimpiai Stadion, Róma Nézőszám: 73 303 Játékvezető: José Roberto Wright (brazil) |

| 1990. június 10. 17:00 |

| Egyesült Államok | 1–5                         | Csehszlovákia                                                |
| ---------------- | --------------------------- | ------------------------------------------------------------ |
| Caligiuri 61'    | (0–2) Jegyzőkönyv Részletek | Skuhravý 25' 78' Bílek 39' (11-esből) Hašek 50' Luhový 90+3' |

| Artemio Franchi Stadion, Firenze Nézőszám: 33 266 Játékvezető: Kurt Röthlisberger (svájci) |

| 1990. június 14. 21:00 |

| Olaszország  | 1–0                         | Egyesült Államok |
| ------------ | --------------------------- | ---------------- |
| Giannini 11' | (1–0) Jegyzőkönyv Részletek |                  |

| Olimpiai Stadion, Róma Nézőszám: 73 423 Játékvezető: Edgardo Codesal Méndez (mexikói) |

| 1990. június 15. 17:00 |

| Ausztria | 0–1                         | Csehszlovákia        |
| -------- | --------------------------- | -------------------- |
|          | (0–1) Jegyzőkönyv Részletek | Bílek 30' (11-esből) |

| Artemio Franchi Stadion, Firenze Nézőszám: 38 962 Játékvezető: George Smith (skót) |

| 1990. június 19. 21:00 |

| Olaszország             | 2–0                         | Csehszlovákia |
| ----------------------- | --------------------------- | ------------- |
| Schillaci 9' Baggio 78' | (1–0) Jegyzőkönyv Részletek |               |

| Olimpiai Stadion, Róma Nézőszám: 73 303 Játékvezető: Joël Quiniou (francia) |

| 1990. június 19. 21:00 |

| Ausztria            | 2–1                         | Egyesült Államok |
| ------------------- | --------------------------- | ---------------- |
| Ogris 52' Rodax 65' | (0–0) Jegyzőkönyv Részletek | Murray 85'       |

| Artemio Franchi Stadion, Firenze Nézőszám: 34 857 Játékvezető: Dzsamál as-Saríf (szíriai) |

### B csoport
| Hely. | Csapat      | M | Gy | D | V | G+ | G– | Gk | P | Továbbjutás                                |
| ----- | ----------- | - | -- | - | - | -- | -- | -- | - | ------------------------------------------ |
| 1.    | Kamerun     | 3 | 2  | 0 | 1 | 3  | 5  | −2 | 4 | Továbbjutott az egyenes kieséses szakaszba |
| 2.    | Románia     | 3 | 1  | 1 | 1 | 4  | 3  | +1 | 3 | Továbbjutott az egyenes kieséses szakaszba |
| 3.    | Argentína   | 3 | 1  | 1 | 1 | 3  | 2  | +1 | 3 | Továbbjutott az egyenes kieséses szakaszba |
| 4.    | Szovjetunió | 3 | 1  | 0 | 2 | 4  | 4  | 0  | 2 |                                            |

| 1990. június 8. 18:00 |

| Argentína | 0–1                         | Kamerun        |
| --------- | --------------------------- | -------------- |
|           | (0–0) Jegyzőkönyv Részletek | Omam-Biyik 67' |

| San Siro, Milánó Nézőszám: 73 780 Játékvezető: Michel Vautrot (francia) |

| 1990. június 9. 17:00 |

| Szovjetunió | 0–2                         | Románia                    |
| ----------- | --------------------------- | -------------------------- |
|             | (0–1) Jegyzőkönyv Részletek | Lăcătuş 42' 57' (11-esből) |

| San Nicola Stadion, Bari Nézőszám: 42 907 Játékvezető: Juan Daniel Cardellino (uruguayi) |

| 1990. június 13. 21:00 |

| Argentína                  | 2–0                         | Szovjetunió |
| -------------------------- | --------------------------- | ----------- |
| Troglio 27' Burruchaga 79' | (1–0) Jegyzőkönyv Részletek |             |

| San Paolo Stadion, Nápoly Nézőszám: 55 759 Játékvezető: Erik Fredriksson (svéd) |

| 1990. június 14. 17:00 |

| Kamerun       | 2–1                         | Románia    |
| ------------- | --------------------------- | ---------- |
| Milla 76' 86' | (0–0) Jegyzőkönyv Részletek | Balint 88' |

| San Nicola Stadion, Bari Nézőszám: 38 687 Játékvezető: Hernán Silva (chilei) |

| 1990. június 18. 21:00 |

| Argentína  | 1–1                         | Románia    |
| ---------- | --------------------------- | ---------- |
| Monzón 63' | (0–0) Jegyzőkönyv Részletek | Balint 68' |

| San Paolo Stadion, Nápoly Nézőszám: 52 733 Játékvezető: Carlos Silva Valente (portugál) |

| 1990. június 18. 21:00 |

| Kamerun | 0–4                         | Szovjetunió                                                  |
| ------- | --------------------------- | ------------------------------------------------------------ |
|         | (0–2) Jegyzőkönyv Részletek | Protaszov 20' Zigmantovics 29' Zavarov 55' Dobrovolszkij 63' |

| San Nicola Stadion, Bari Nézőszám: 37 307 Játékvezető: José Roberto Wright (brazil) |

### C csoport
| Hely. | Csapat     | M | Gy | D | V | G+ | G– | Gk | P | Továbbjutás                                |
| ----- | ---------- | - | -- | - | - | -- | -- | -- | - | ------------------------------------------ |
| 1.    | Brazília   | 3 | 3  | 0 | 0 | 4  | 1  | +3 | 6 | Továbbjutott az egyenes kieséses szakaszba |
| 2.    | Costa Rica | 3 | 2  | 0 | 1 | 3  | 2  | +1 | 4 | Továbbjutott az egyenes kieséses szakaszba |
| 3.    | Skócia     | 3 | 1  | 0 | 2 | 2  | 3  | −1 | 2 |                                            |
| 4.    | Svédország | 3 | 0  | 0 | 3 | 3  | 6  | −3 | 0 |                                            |

| 1990. június 10. 21:00 |

| Brazília       | 2–1                         | Svédország |
| -------------- | --------------------------- | ---------- |
| Careca 40' 63' | (1–0) Jegyzőkönyv Részletek | Brolin 79' |

| Alpok Stadion, Torino Nézőszám: 62 628 Játékvezető: Tullio Lanese (olasz) |

| 1990. június 11. 17:00 |

| Costa Rica  | 1–0                         | Skócia |
| ----------- | --------------------------- | ------ |
| Cayasso 49' | (0–0) Jegyzőkönyv Részletek |        |

| Luigi Ferraris Stadion, Genova Nézőszám: 30 867 Játékvezető: Juan Carlos Loustau (argentin) |

| 1990. június 16. 17:00 |

| Brazília   | 1–0                         | Costa Rica |
| ---------- | --------------------------- | ---------- |
| Müller 33' | (1–0) Jegyzőkönyv Részletek |            |

| Alpok Stadion, Torino Nézőszám: 58 007 Játékvezető: Nezsi Zsujni (tunéziai) |

| 1990. június 16. 21:00 |

| Svédország    | 1–2                         | Skócia                             |
| ------------- | --------------------------- | ---------------------------------- |
| Strömberg 86' | (0–1) Jegyzőkönyv Részletek | McCall 10' Johnston 80' (11-esből) |

| Luigi Ferraris Stadion, Genova Nézőszám: 31 823 Játékvezető: Carlos Maciel (paraguayi) |

| 1990. június 20. 21:00 |

| Brazília   | 1–0                         | Skócia |
| ---------- | --------------------------- | ------ |
| Müller 82' | (0–0) Jegyzőkönyv Részletek |        |

| Alpok Stadion, Torino Nézőszám: 62 502 Játékvezető: Helmut Kohl (osztrák) |

| 1990. június 20. 21:00 |

| Svédország  | 1–2                         | Costa Rica             |
| ----------- | --------------------------- | ---------------------- |
| Ekström 32' | (1–0) Jegyzőkönyv Részletek | Flores 75' Medford 88' |

| Luigi Ferraris Stadion, Genova Nézőszám: 30 223 Játékvezető: Zoran Petrović (jugoszláv) |

### D csoport
| Hely. | Csapat                  | M | Gy | D | V | G+ | G– | Gk | P | Továbbjutás                                |
| ----- | ----------------------- | - | -- | - | - | -- | -- | -- | - | ------------------------------------------ |
| 1.    | NSZK                    | 3 | 2  | 1 | 0 | 10 | 3  | +7 | 5 | Továbbjutott az egyenes kieséses szakaszba |
| 2.    | Jugoszlávia             | 3 | 2  | 0 | 1 | 6  | 5  | +1 | 4 | Továbbjutott az egyenes kieséses szakaszba |
| 3.    | Kolumbia                | 3 | 1  | 1 | 1 | 3  | 2  | +1 | 3 | Továbbjutott az egyenes kieséses szakaszba |
| 4.    | Egyesült Arab Emírségek | 3 | 0  | 0 | 3 | 2  | 11 | −9 | 0 |                                            |

| 1990. június 9. 17:00 |

| Egyesült Arab Emírségek | 0–2                         | Kolumbia                 |
| ----------------------- | --------------------------- | ------------------------ |
|                         | (0–0) Jegyzőkönyv Részletek | Redín 50' Valderrama 85' |

| Renato Dall'Ara Stadion, Bologna Nézőszám: 30 791 Játékvezető: George Courtney (angol) |

| 1990. június 10. 21:00 |

| NSZK                                      | 4–1                         | Jugoszlávia |
| ----------------------------------------- | --------------------------- | ----------- |
| Matthäus 28' 64' Klinsmann 39' Völler 70' | (2–0) Jegyzőkönyv Részletek | Jozić 55'   |

| San Siro, Milánó Nézőszám: 74 765 Játékvezető: Peter Mikkelsen (dán) |

| 1990. június 14. 17:00 |

| Jugoszlávia | 1–0                         | Kolumbia |
| ----------- | --------------------------- | -------- |
| Jozić 75'   | (0–0) Jegyzőkönyv Részletek |          |

| Renato Dall'Ara Stadion, Bologna Nézőszám: 32 257 Játékvezető: Luigi Agnolin (olasz) |

| 1990. június 15. 21:00 |

| NSZK                                               | 5–1                         | Egyesült Arab Emírségek |
| -------------------------------------------------- | --------------------------- | ----------------------- |
| Völler 35' 75' Klinsmann 37' Matthäus 47' Bein 58' | (2–0) Jegyzőkönyv Részletek | Iszmáil 46'             |

| San Siro, Milánó Nézőszám: 71 169 Játékvezető: Alekszej Szpirin (szovjet) |

| 1990. június 19. 17:00 |

| NSZK           | 1–1                         | Kolumbia     |
| -------------- | --------------------------- | ------------ |
| Littbarski 89' | (0–0) Jegyzőkönyv Részletek | Rincón 90+3' |

| San Siro, Milánó Nézőszám: 72 510 Játékvezető: Alan Snoddy (északír) |

| 1990. június 19. 17:00 |

| Jugoszlávia                            | 4–1                         | Egyesült Arab Emírségek |
| -------------------------------------- | --------------------------- | ----------------------- |
| Sušić 4' Pancsev 8' 46' Prosinečki 90' | (2–1) Jegyzőkönyv Részletek | Thani 22'               |

| Renato Dall'Ara Stadion, Bologna Nézőszám: 27 833 Játékvezető: Takada Sizuo (japán) |

### E csoport
| Hely. | Csapat        | M | Gy | D | V | G+ | G– | Gk | P | Továbbjutás                                |
| ----- | ------------- | - | -- | - | - | -- | -- | -- | - | ------------------------------------------ |
| 1.    | Spanyolország | 3 | 2  | 1 | 0 | 5  | 2  | +3 | 5 | Továbbjutott az egyenes kieséses szakaszba |
| 2.    | Belgium       | 3 | 2  | 0 | 1 | 6  | 3  | +3 | 4 | Továbbjutott az egyenes kieséses szakaszba |
| 3.    | Uruguay       | 3 | 1  | 1 | 1 | 2  | 3  | −1 | 3 | Továbbjutott az egyenes kieséses szakaszba |
| 4.    | Dél-Korea     | 3 | 0  | 0 | 3 | 1  | 6  | −5 | 0 |                                            |

| 1990. június 12. 17:00 |

| Belgium                 | 2–0                         | Dél-Korea |
| ----------------------- | --------------------------- | --------- |
| Degryse 53' De Wolf 64' | (0–0) Jegyzőkönyv Részletek |           |

| Marcantonio Bentegodi Stadion, Verona Nézőszám: 32 790 Játékvezető: Vincent Mauro (amerikai) |

| 1990. június 13. 17:00 |

| Uruguay | 0–0                   | Spanyolország |
| ------- | --------------------- | ------------- |
|         | Jegyzőkönyv Részletek |               |

| Friuli Stadion, Udine Nézőszám: 35 713 Játékvezető: Helmut Kohl |

| 1990. június 17. 21:00 |

| Belgium                               | 3–1                         | Uruguay        |
| ------------------------------------- | --------------------------- | -------------- |
| Clijsters 16' Scifo 22' Ceulemans 47' | (2–0) Jegyzőkönyv Részletek | Bengoechea 73' |

| Marcantonio Bentegodi Stadion, Verona Nézőszám: 33 759 Játékvezető: Siegfried Kirschen (keletnémet) |

| 1990. június 17. 21:00 |

| Dél-Korea        | 1–3                         | Spanyolország      |
| ---------------- | --------------------------- | ------------------ |
| Hvangbo Gvan 42' | (0–1) Jegyzőkönyv Részletek | Míchel 22' 61' 81' |

| Friuli Stadion, Udine Nézőszám: 32 733 Játékvezető: Elías Jácome (ecuadori) |

| 1990. június 21. 17:00 |

| Belgium      | 1–2                         | Spanyolország                    |
| ------------ | --------------------------- | -------------------------------- |
| Vervoort 28' | (1–2) Jegyzőkönyv Részletek | Míchel 20' (11-esből) Górriz 38' |

| Marcantonio Bentegodi Stadion, Verona Nézőszám: 35 950 Játékvezető: Juan Carlos Loustau |

| 1990. június 21. 17:00 |

| Dél-Korea | 0–1                         | Uruguay     |
| --------- | --------------------------- | ----------- |
|           | (0–0) Jegyzőkönyv Részletek | Fonseca 90' |

| Friuli Stadion, Udine Nézőszám: 29 039 Játékvezető: Tullio Lanese |

### F csoport
| Hely. | Csapat    | M | Gy | D | V | G+ | G– | Gk | P | Továbbjutás                                |
| ----- | --------- | - | -- | - | - | -- | -- | -- | - | ------------------------------------------ |
| 1.    | Anglia    | 3 | 1  | 2 | 0 | 2  | 1  | +1 | 4 | Továbbjutott az egyenes kieséses szakaszba |
| 2.    | Írország  | 3 | 0  | 3 | 0 | 2  | 2  | 0  | 3 | Továbbjutott az egyenes kieséses szakaszba |
| 3.    | Hollandia | 3 | 0  | 3 | 0 | 2  | 2  | 0  | 3 | Továbbjutott az egyenes kieséses szakaszba |
| 4.    | Egyiptom  | 3 | 0  | 2 | 1 | 1  | 2  | −1 | 2 |                                            |

1. 1 2  Írország és Hollandia között sorsolás döntött.

| 1990. június 11. 21:00 |

| Anglia     | 1–1                         | Írország   |
| ---------- | --------------------------- | ---------- |
| Lineker 8' | (1–0) Jegyzőkönyv Részletek | Sheedy 73' |

| Sant'Elia stadion, Cagliari Nézőszám: 35 238 Játékvezető: Aron Schmidhuber (nyugatnémet) |

| 1990. június 12. 21:00 |

| Hollandia | 1–1                         | Egyiptom                 |
| --------- | --------------------------- | ------------------------ |
| Kieft 58' | (0–0) Jegyzőkönyv Részletek | Abdelgáni 83' (11-esből) |

| Renzo Barbera Stadion, Palermo Nézőszám: 33 288 Játékvezető: Emilio Soriano Aladrén (spanyol) |

| 1990. június 16. 21:00 |

| Anglia | 0–0                   | Hollandia |
| ------ | --------------------- | --------- |
|        | Jegyzőkönyv Részletek |           |

| Sant'Elia stadion, Cagliari Nézőszám: 35 267 Játékvezető: Zoran Petrović (jugoszláv) |

| 1990. június 17. 17:00 |

| Írország | 0–0                   | Egyiptom |
| -------- | --------------------- | -------- |
|          | Jegyzőkönyv Részletek |          |

| Renzo Barbera Stadion, Palermo Nézőszám: 33 288 Játékvezető: Marcel van Langenhove (belga) |

| 1990. június 21. 21:00 |

| Anglia     | 1–0                         | Egyiptom |
| ---------- | --------------------------- | -------- |
| Wright 58' | (0–0) Jegyzőkönyv Részletek |          |

| Sant'Elia stadion, Cagliari Nézőszám: 34 959 Játékvezető: Kurt Röthlisberger (svájci) |

| 1990. június 21. 21:00 |

| Írország  | 1–1                         | Hollandia  |
| --------- | --------------------------- | ---------- |
| Quinn 71' | (0–1) Jegyzőkönyv Részletek | Gullit 10' |

| Renzo Barbera Stadion, Palermo Nézőszám: 33 288 Játékvezető: Michel Vautrot (francia) |

### Harmadik helyezett csapatok sorrendje
| Hely. | Cs | Csapat    | M | Gy | D | V | G+ | G– | Gk | P | Továbbjutás                                |
| ----- | -- | --------- | - | -- | - | - | -- | -- | -- | - | ------------------------------------------ |
| 1.    | B  | Argentína | 3 | 1  | 1 | 1 | 3  | 2  | +1 | 3 | Továbbjutott az egyenes kieséses szakaszba |
| 2.    | D  | Kolumbia  | 3 | 1  | 1 | 1 | 3  | 2  | +1 | 3 | Továbbjutott az egyenes kieséses szakaszba |
| 3.    | F  | Hollandia | 3 | 0  | 3 | 0 | 2  | 2  | 0  | 3 | Továbbjutott az egyenes kieséses szakaszba |
| 4.    | E  | Uruguay   | 3 | 1  | 1 | 1 | 2  | 3  | −1 | 3 | Továbbjutott az egyenes kieséses szakaszba |
| 5.    | A  | Ausztria  | 3 | 1  | 0 | 2 | 2  | 3  | −1 | 2 |                                            |
| 6.    | C  | Skócia    | 3 | 1  | 0 | 2 | 2  | 3  | −1 | 2 |                                            |

## Egyenes kieséses szakasz
|  |                      |               |                      |                   |                    |                    |                    |               |               |               |                  |                  |                  |  |  |       |       |       |
|  | Nyolcaddöntők        | Nyolcaddöntők | Nyolcaddöntők        |                   |                    | Negyeddöntők       | Negyeddöntők       | Negyeddöntők  |               |               | Elődöntők        | Elődöntők        | Elődöntők        |  |  | Döntő | Döntő | Döntő |
|  | Nyolcaddöntők        | Nyolcaddöntők | Nyolcaddöntők        |                   |                    | Negyeddöntők       | Negyeddöntők       | Negyeddöntők  |               |               | Elődöntők        | Elődöntők        | Elődöntők        |  |  | Döntő | Döntő | Döntő |
|  | június 25. – Róma    |               |                      |                   |                    |                    |                    |               |               |               |                  |                  |                  |  |  |       |       |       |
|  |                      |               |                      |                   |                    |                    |                    |               |               |               |                  |                  |                  |  |  |       |       |       |
|  | A1                   | Olaszország   | 2                    |                   |                    |                    |                    |               |               |               |                  |                  |                  |  |  |       |       |       |
|  | A1                   | Olaszország   | 2                    | június 30. – Róma |                    |                    |                    |               |               |               |                  |                  |                  |  |  |       |       |       |
|  | CDE3                 | Uruguay       | 0                    |                   |                    |                    |                    |               |               |               |                  |                  |                  |  |  |       |       |       |
|  | CDE3                 | Uruguay       | 0                    |                   |                    | Olaszország        | Olaszország        | 1             |               |               |                  |                  |                  |  |  |       |       |       |
|  | június 25. – Genoa   |               |                      |                   |                    | Olaszország        | Olaszország        | 1             |               |               |                  |                  |                  |  |  |       |       |       |
|  |                      |               | Írország             | Írország          | 0                  |                    |                    |               |               |               |                  |                  |                  |  |  |       |       |       |
|  | F2                   | Írország      | Írország             | Írország          | 0                  | 0 (5)              |                    |               |               |               |                  |                  |                  |  |  |       |       |       |
|  | F2                   | Írország      |                      |                   |                    | 0 (5)              | július 3. – Nápoly |               |               |               |                  |                  |                  |  |  |       |       |       |
|  | B2                   | Románia       | 0 (4)                |                   |                    |                    |                    |               |               |               |                  |                  |                  |  |  |       |       |       |
|  | B2                   | Románia       | 0 (4)                |                   |                    | Olaszország        | Olaszország        | 1 (3)         |               |               |                  |                  |                  |  |  |       |       |       |
|  | június 26. – Verona  |               |                      |                   |                    | Olaszország        | Olaszország        | 1 (3)         |               |               |                  |                  |                  |  |  |       |       |       |
|  |                      |               | Argentína            | Argentína         | 1 (4)              |                    |                    |               |               |               |                  |                  |                  |  |  |       |       |       |
|  | E1                   | Spanyolország | Argentína            | Argentína         | 1 (4)              | 1                  |                    |               |               |               |                  |                  |                  |  |  |       |       |       |
|  | E1                   | Spanyolország | június 30. – Firenze |                   |                    | 1                  |                    |               |               |               |                  |                  |                  |  |  |       |       |       |
|  | D2                   | Jugoszlávia   | 2                    |                   |                    |                    |                    |               |               |               |                  |                  |                  |  |  |       |       |       |
|  | D2                   | Jugoszlávia   | 2                    |                   |                    | Jugoszlávia        | Jugoszlávia        | 0 (2)         |               |               |                  |                  |                  |  |  |       |       |       |
|  | június 24. – Torino  |               |                      |                   |                    | Jugoszlávia        | Jugoszlávia        | 0 (2)         |               |               |                  |                  |                  |  |  |       |       |       |
|  |                      |               | Argentína            | Argentína         | 0 (3)              |                    |                    |               |               |               |                  |                  |                  |  |  |       |       |       |
|  | C1                   | Brazília      | Argentína            | Argentína         | 0 (3)              | 0                  |                    |               |               |               |                  |                  |                  |  |  |       |       |       |
|  | C1                   | Brazília      |                      |                   |                    | 0                  | július 8. – Róma   |               |               |               |                  |                  |                  |  |  |       |       |       |
|  | ABF3                 | Argentína     | 1                    |                   |                    |                    |                    |               |               |               |                  |                  |                  |  |  |       |       |       |
|  | ABF3                 | Argentína     | 1                    |                   |                    | Argentína          | Argentína          | 0             |               |               |                  |                  |                  |  |  |       |       |       |
|  | június 24. – Milánó  |               |                      |                   |                    | Argentína          | Argentína          | 0             |               |               |                  |                  |                  |  |  |       |       |       |
|  |                      |               | NSZK                 | NSZK              | 1                  |                    |                    |               |               |               |                  |                  |                  |  |  |       |       |       |
|  | D1                   | NSZK          | NSZK                 | NSZK              | 1                  | 2                  |                    |               |               |               |                  |                  |                  |  |  |       |       |       |
|  | D1                   | NSZK          | július 1. – Milánó   |                   |                    | 2                  |                    |               |               |               |                  |                  |                  |  |  |       |       |       |
|  | BEF3                 | Hollandia     | 1                    |                   |                    |                    |                    |               |               |               |                  |                  |                  |  |  |       |       |       |
|  | BEF3                 | Hollandia     | 1                    |                   |                    | NSZK               | NSZK               | 1             |               |               |                  |                  |                  |  |  |       |       |       |
|  | június 23. – Bari    |               |                      |                   |                    | NSZK               | NSZK               | 1             |               |               |                  |                  |                  |  |  |       |       |       |
|  |                      |               | Csehszlovákia        | Csehszlovákia     | 0                  |                    |                    |               |               |               |                  |                  |                  |  |  |       |       |       |
|  | A2                   | Csehszlovákia | Csehszlovákia        | Csehszlovákia     | 0                  | 4                  |                    |               |               |               |                  |                  |                  |  |  |       |       |       |
|  | A2                   | Csehszlovákia |                      |                   |                    | 4                  | július 4. – Torino |               |               |               |                  |                  |                  |  |  |       |       |       |
|  | C2                   | Costa Rica    | 1                    |                   |                    |                    |                    |               |               |               |                  |                  |                  |  |  |       |       |       |
|  | C2                   | Costa Rica    | 1                    |                   |                    | NSZK               | NSZK               | 1 (4)         |               |               |                  |                  |                  |  |  |       |       |       |
|  | június 26. – Bologna |               |                      |                   |                    | NSZK               | NSZK               | 1 (4)         |               |               |                  |                  |                  |  |  |       |       |       |
|  |                      |               | Anglia               | Anglia            | 1 (3)              |                    |                    | Bronzmérkőzés | Bronzmérkőzés | Bronzmérkőzés |                  |                  |                  |  |  |       |       |       |
|  | F1                   | Anglia        | Anglia               | Anglia            | 1 (3)              | 1                  |                    |               |               | Bronzmérkőzés |                  |                  |                  |  |  |       |       |       |
|  | F1                   | Anglia        |                      |                   | július 1. – Nápoly | július 1. – Nápoly | július 1. – Nápoly |               |               |               | július 7. – Bari | július 7. – Bari | július 7. – Bari |  |  |       |       |       |
|  | E2                   | Belgium       | 0                    |                   | július 1. – Nápoly | július 1. – Nápoly | július 1. – Nápoly |               |               |               | július 7. – Bari | július 7. – Bari | július 7. – Bari |  |  |       |       |       |
|  | E2                   | Belgium       | 0                    |                   |                    | Anglia             | Anglia             | 3             | Olaszország   | Olaszország   | 2                |                  |                  |  |  |       |       |       |
|  | június 23. – Nápoly  |               |                      |                   |                    | Anglia             | Anglia             | 3             | Olaszország   | Olaszország   | 2                |                  |                  |  |  |       |       |       |
|  |                      |               | Kamerun              | Kamerun           | 2                  |                    |                    | Anglia        | Anglia        | 1             |                  |                  |                  |  |  |       |       |       |
|  | B1                   | Kamerun       | Kamerun              | Kamerun           | 2                  | 2                  |                    | Anglia        | Anglia        | 1             |                  |                  |                  |  |  |       |       |       |
|  | B1                   | Kamerun       |                      |                   |                    |                    |                    |               |               |               |                  |                  |                  |  |  |       |       |       |
|  | ACD3                 | Kolumbia      | 1                    |                   |                    |                    |                    |               |               |               |                  |                  |                  |  |  |       |       |       |
|  | ACD3                 | Kolumbia      | 1                    |                   |                    |                    |                    |               |               |               |                  |                  |                  |  |  |       |       |       |

### Nyolcaddöntők
| 1990. június 23. 17:00 |

| Kamerun         | 2–1 (h. u.)                           | Kolumbia   |
| --------------- | ------------------------------------- | ---------- |
| Milla 106' 109' | (0–0, 0–0, 0–0) Jegyzőkönyv Részletek | Redín 115' |

| San Paolo Stadion, Nápoly Nézőszám: 50 026 Játékvezető: Tullio Lanese (olasz) |

| 1990. június 23. 21:00 |

| Csehszlovákia                  | 4–1                         | Costa Rica   |
| ------------------------------ | --------------------------- | ------------ |
| Skuhravý 12' 63' 82' Kubík 75' | (1–0) Jegyzőkönyv Részletek | González 54' |

| San Nicola Stadion, Bari Nézőszám: 47 673 Játékvezető: Siegfried Kirschen (keletnémet) |

| 1990. június 24. 17:00 |

| Brazília | 0–1                         | Argentína    |
| -------- | --------------------------- | ------------ |
|          | (0–0) Jegyzőkönyv Részletek | Caniggia 80' |

| Alpok Stadion, Torino Nézőszám: 61 381 Játékvezető: Joël Quiniou (francia) |

| 1990. június 24. 21:00 |

| NSZK                     | 2–1                         | Hollandia                |
| ------------------------ | --------------------------- | ------------------------ |
| Klinsmann 51' Brehme 82' | (0–0) Jegyzőkönyv Részletek | R. Koeman 89' (11-esből) |

| San Siro, Milánó Nézőszám: 74 559 Játékvezető: Juan Carlos Loustau |

| 1990. június 25. 17:00 |

| Írország                                   | 0–0 (h. u.)           | Románia                           |
| ------------------------------------------ | --------------------- | --------------------------------- |
|                                            | Jegyzőkönyv Részletek |                                   |
| Büntetőpárbaj                              |                       |                                   |
| Sheedy Houghton Townsend Cascarino O'Leary | 5–4                   | Hagi Lupu Rotariu Lupescu Timofte |

| Luigi Ferraris Stadion, Genova Nézőszám: 31 818 Játékvezető: José Roberto Wright (brazil) |

| 1990. június 25. 21:00 |

| Olaszország              | 2–0                         | Uruguay |
| ------------------------ | --------------------------- | ------- |
| Schillaci 65' Serena 83' | (0–0) Jegyzőkönyv Részletek |         |

| Olimpiai Stadion, Róma Nézőszám: 73 303 Játékvezető: George Courtney |

| 1990. június 26. 17:00 |

| Spanyolország     | 1–2 (h. u.)                           | Jugoszlávia       |
| ----------------- | ------------------------------------- | ----------------- |
| Julio Salinas 83' | (0–0, 1–1, 1–2) Jegyzőkönyv Részletek | Stojković 78' 92' |

| Marcantonio Bentegodi Stadion, Verona Nézőszám: 35 500 Játékvezető: Aron Schmidhuber (nyugatnémet) |

| 1990. június 26. 21:00 |

| Anglia     | 1–0 (h. u.)                           | Belgium |
| ---------- | ------------------------------------- | ------- |
| Platt 119' | (0–0, 0–0, 0–0) Jegyzőkönyv Részletek |         |

| Renato Dall'Ara Stadion, Bologna Nézőszám: 34 520 Játékvezető: Peter Mikkelsen (dán) |

### Negyeddöntők
| 1990. június 30. 17:00 |

| Jugoszlávia                                       | 0–0 (h. u.)           | Argentína                                      |
| ------------------------------------------------- | --------------------- | ---------------------------------------------- |
|                                                   | Jegyzőkönyv Részletek |                                                |
| Büntetőpárbaj                                     |                       |                                                |
| Stojković Prosinečki Savićević Brnović Hadžibegić | 2–3                   | Serrizuela Burruchaga Maradona Troglio Dezotti |

| Artemio Franchi Stadion, Firenze Nézőszám: 38 971 Játékvezető: Kurt Röthlisberger (svájci) |

| 1990. június 30. 21:00 |

| Olaszország   | 1–0                         | Írország |
| ------------- | --------------------------- | -------- |
| Schillaci 38' | (1–0) Jegyzőkönyv Részletek |          |

| Olimpiai Stadion, Róma Nézőszám: 73 303 Játékvezető: Carlos Silva Valente (portugál) |

| 1990. július 1. 17:00 |

| NSZK                    | 1–0                         | Csehszlovákia |
| ----------------------- | --------------------------- | ------------- |
| Matthäus 25' (11-esből) | (1–0) Jegyzőkönyv Részletek |               |

| San Siro, Milánó Nézőszám: 73 347 Játékvezető: Helmut Kohl (osztrák) |

| 1990. július 1. 21:00 |

| Kamerun                        | 2–3 (h. u.)                           | Anglia                                           |
| ------------------------------ | ------------------------------------- | ------------------------------------------------ |
| Kundé 61' (11-esből) Ekéké 65' | (0–1, 2–2, 2–3) Jegyzőkönyv Részletek | Platt 25' Lineker 83' (11-esből) 105' (11-esből) |

| San Paolo Stadion, Nápoly Nézőszám: 55 205 Játékvezető: Edgardo Codesal Méndez (mexikói) |

### Elődöntők
| 1990. július 3. 20:00 |

| Olaszország                               | 1–1 (h. u.)                           | Argentína                                    |
| ----------------------------------------- | ------------------------------------- | -------------------------------------------- |
| Schillaci 17'                             | (1–0, 1–1, 1–1) Jegyzőkönyv Részletek | Caniggia 67'                                 |
| Büntetőpárbaj                             |                                       |                                              |
| Baresi Baggio De Agostini Donadoni Serena | 3–4                                   | Serrizuela Burruchaga Olarticoechea Maradona |

| San Paolo Stadion, Nápoly Nézőszám: 59 978 Játékvezető: Michel Vautrot (francia) |

| 1990. július 4. 20:00 |

| NSZK                        | 1–1 (h. u.)                           | Anglia                                |
| --------------------------- | ------------------------------------- | ------------------------------------- |
| Brehme 60'                  | (0–0, 1–1, 1–1) Jegyzőkönyv Részletek | Lineker 80'                           |
| Büntetőpárbaj               |                                       |                                       |
| Brehme Matthäus Riedle Thon | 4–3                                   | Lineker Beardsley Platt Pearce Waddle |

| Alpok Stadion, Torino Nézőszám: 62 628 Játékvezető: José Roberto Wright (brazil) |

### Bronzmérkőzés
| 1990. július 7. 20:00 |

| Olaszország                         | 2–1                         | Anglia    |
| ----------------------------------- | --------------------------- | --------- |
| Baggio 71' Schillaci 86' (11-esből) | (0–0) Jegyzőkönyv Részletek | Platt 81' |

| San Nicola Stadion, Bari Nézőszám: 51 426 Játékvezető: Joël Quiniou (francia) |

### Döntő
| 1990. július 8. 20:00 |

| NSZK                  | 1–0               | Argentína |
| --------------------- | ----------------- | --------- |
| Brehme 85' (11-esből) | (0–0) Jegyzőkönyv |           |

| Olimpiai Stadion, Róma Nézőszám: 73 603 Játékvezető: Edgardo Codesal Méndez (mexikói) |

| Az 1990-es labdarúgó-világbajnokság győztese |
| -------------------------------------------- |
| · NSZK · 3. cím                              |

## Díjak
| Aranycipő              | Ezüstcipő       | Bronzcipő      |
| ---------------------- | --------------- | -------------- |
| Salvatore Schillaci    | Tomáš Skuhravý  | Roger Milla    |
| 6 gólos                | 5 gólos         | 4 gólos        |
| Aranylabda             | Ezüstlabda      | Bronzlabda     |
| Salvatore Schillaci    | Lothar Matthäus | Diego Maradona |
| Legjobb fiatal játékos |                 |                |
| Robert Prosinečki      |                 |                |
| FIFA Fair Play-díj     |                 |                |
| Anglia                 |                 |                |

- A Legjobb fiatal játékos díját először 2006-ban adták át, a FIFA 1958-ig visszamenőleg megnevezte a díjazottat.

A világbajnokság válogatottja (All Star Team)
A FIFA Technikai Bizottsága ezen a világbajnokságon is összeállította azt a 11 játékosból álló csapatot, amelybe a torna legjobb játékosai kerülhettek be. A válogatás alapját az egyenes kieséses szakaszban nyújtott teljesítmény adta.[forrás?]
| Kapusok          | Védők                                    | Középpályások                                                  | Csatárok                                       |
| ---------------- | ---------------------------------------- | -------------------------------------------------------------- | ---------------------------------------------- |
| Sergio Goycochea | Andreas Brehme Jules Onana Franco Baresi | Diego Maradona Lothar Matthäus Roberto Donadoni Paul Gascoigne | Salvatore Schillaci Roger Milla Tomáš Skuhravý |

## Gólszerzők
6 gólos
- Salvatore Schillaci

5 gólos
- Tomáš Skuhravý

4 gólos
- Roger Milla
- Gary Lineker
- Lothar Matthäus
- Míchel

3 gólos
- David Platt
- Andreas Brehme
- Jürgen Klinsmann
- Rudi Völler

2 gólos
- Claudio Caniggia
- Careca
- Müller
- Bernardo Redín
- Michal Bílek
- Roberto Baggio
- Gavril Balint
- Marius Lăcătuş
- Davor Jozić
- Darko Pancsev
- Dragan Stojković

1 gólos
- Andreas Ogris
- Gerhard Rodax
- Jorge Burruchaga
- Pedro Monzón
- Pedro Troglio
- Jan Ceulemans
- Lei Clijsters
- Michel De Wolf
- Marc Degryse
- Enzo Scifo
- Patrick Vervoort
- Eugéne Ekéké
- Emmanuel Kundé
- François Omam-Biyik
- Freddy Rincón
- Carlos Valderrama
- Juan Cayasso
- Róger Flores
- Rónald González
- Hernán Medford
- Ivan Hašek
- Luboš Kubík
- Milan Luhový
- Madzsdi Abdelgáni
- Mark Wright
- Uwe Bein
- Pierre Littbarski
- Niall Quinn
- Kevin Sheedy
- Giuseppe Giannini
- Aldo Serena
- Ruud Gullit
- Wim Kieft
- Ronald Koeman
- Mo Johnston
- Stuart McCall
- Hvangbo Gvan
- Igor Dobrovolszkij
- Oleg Protaszov
- Alekszandr Zavarov
- Andrej Zigmantovics
- Alberto Górriz
- Julio Salinas
- Tomas Brolin
- Johnny Ekström
- Glenn Strömberg
- Halíd Iszmáil
- Ali Táni
- Paul Caligiuri
- Bruce Murray
- Pablo Bengoechea
- Daniel Fonseca
- Robert Prosinečki
- Safet Sušić

## Végeredmény
Az első négy helyezett utáni sorrend nem tekinthető hivatalosnak, mivel ezekért a helyekért nem játszottak mérkőzéseket. Ezért e helyezések meghatározása a következők szerint történt:
1. több szerzett pont (a 11-esekkel eldöntött találkozók a hosszabbítást követő eredménnyel, döntetlenként vannak feltüntetve),

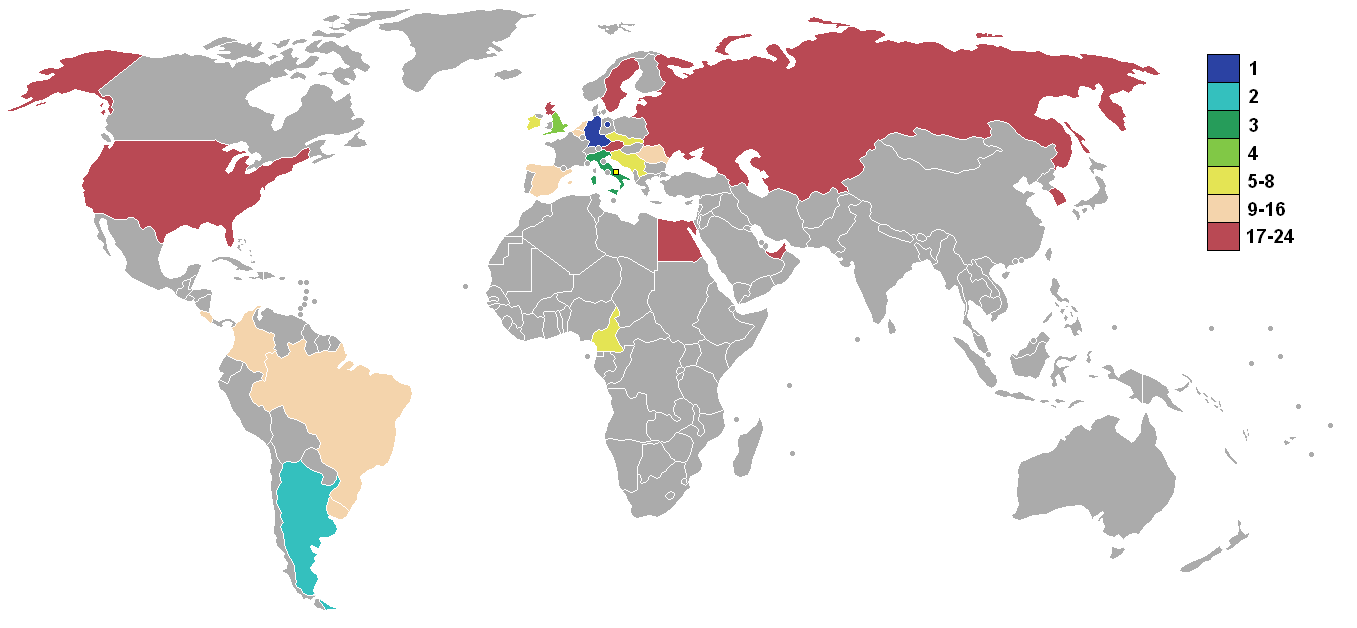
Az 1990-es labdarúgó-világbajnokságon részt vevő országok helyezései

2. jobb gólkülönbség,
3. több szerzett gól,
4. nemzetnév.

| Hely. | Csapat                  | M | Gy | D | V | G+ | G– | Gk  | P  |
| ----- | ----------------------- | - | -- | - | - | -- | -- | --- | -- |
|       | NSZK                    | 7 | 5  | 2 | 0 | 15 | 5  | +10 | 12 |
|       | Argentína               | 7 | 2  | 3 | 2 | 5  | 4  | +1  | 7  |
|       | Olaszország (R)         | 7 | 6  | 1 | 0 | 10 | 2  | +8  | 13 |
| 4.    | Anglia                  | 7 | 3  | 3 | 1 | 8  | 6  | +2  | 9  |
|       |                         |   |    |   |   |    |    |     |    |
| 5.    | Jugoszlávia             | 5 | 3  | 1 | 1 | 8  | 6  | +2  | 7  |
| 6.    | Csehszlovákia           | 5 | 3  | 0 | 2 | 10 | 5  | +5  | 6  |
| 7.    | Kamerun                 | 5 | 3  | 0 | 2 | 7  | 9  | −2  | 6  |
| 8.    | Írország                | 5 | 0  | 4 | 1 | 2  | 3  | −1  | 4  |
|       |                         |   |    |   |   |    |    |     |    |
| 9.    | Brazília                | 4 | 3  | 0 | 1 | 4  | 2  | +2  | 6  |
| 10.   | Spanyolország           | 4 | 2  | 1 | 1 | 6  | 4  | +2  | 5  |
| 11.   | Belgium                 | 4 | 2  | 0 | 2 | 6  | 4  | +2  | 4  |
| 12.   | Románia                 | 4 | 1  | 2 | 1 | 4  | 3  | +1  | 4  |
| 13.   | Costa Rica              | 4 | 2  | 0 | 2 | 4  | 6  | −2  | 4  |
| 14.   | Kolumbia                | 4 | 1  | 1 | 2 | 4  | 4  | 0   | 3  |
| 15.   | Hollandia               | 4 | 0  | 3 | 1 | 3  | 4  | −1  | 3  |
| 16.   | Uruguay                 | 4 | 1  | 1 | 2 | 2  | 5  | −3  | 3  |
|       |                         |   |    |   |   |    |    |     |    |
| 17.   | Szovjetunió             | 3 | 1  | 0 | 2 | 4  | 4  | 0   | 2  |
| 18.   | Skócia                  | 3 | 1  | 0 | 2 | 2  | 3  | −1  | 2  |
| 19.   | Ausztria                | 3 | 1  | 0 | 2 | 2  | 3  | −1  | 2  |
| 20.   | Egyiptom                | 3 | 0  | 2 | 1 | 1  | 2  | −1  | 2  |
| 21.   | Svédország              | 3 | 0  | 0 | 3 | 3  | 6  | −3  | 0  |
| 22.   | Dél-Korea               | 3 | 0  | 0 | 3 | 1  | 6  | −5  | 0  |
| 23.   | Egyesült Államok        | 3 | 0  | 0 | 3 | 2  | 8  | −6  | 0  |
| 24.   | Egyesült Arab Emírségek | 3 | 0  | 0 | 3 | 2  | 11 | −9  | 0  |

## Érdekességek
- A vb utolsó előtti napján (1990. július 7.) lépett fel először közösen a világ akkoriban legjobbnak tartott három tenor operaénekese Plácido Domingo, José Carreras és Luciano Pavarotti. A helyszín a római Terme di Caracalla volt, Zubin Mehta vezényelt. Az eredetileg egyszeri alkalomra tervezett fellépésből évekig tartó közös munka lett, a "Három Tenor" (különböző karmesterekkel) később bejárta az egész világot.
- A világbajnokság hivatalos dalának a címe Un estate italiana (Egy olasz nyár) volt, amit Gianna Nannini és Edoardo Bennato énekelt.
- A világbajnokságok történetében, az 1990-esnek volt a legalacsonyabb gól/mérkőzés aránya. 115 gól született, ez 2,21 gól/mérkőzés arányt jelent. 4920 perc játék alatt minden 42,7 percben egy, míg minden 90 percben 2,1 gólt szereztek a játékosok.
- A World Cup Italia '90 lett a világbajnokság történetének első hivatalos videójátéka.
- A világbajnokságok történetében először kellett sorsolással eldönteni, hogy ki jusson tovább a csoportkörökből. A holtverseny az Ír Köztársaság és Hollandia között alakult ki, végül az íreknek kedvezett a szerencse, így Hollandia csak harmadik helyezett lett. Mindkét csapat továbbjutott az egyenes kieséses szakaszba, mert Hollandia a csoportharmadik helyezettek közül a legjobb helyen állt, így továbbmehetett.
- Ez volt az első világbajnokság, ahol egy közép-amerikai csapat kétszer is diadalt aratott két európai csapat felett. Ez a csapat a Costa Rica-i volt, aki először a skótokat (1–0), majd a svédeket (2–1) győzte le.
- A döntő tulajdonképpen egy visszavágó volt a németek számára, mivel a két csapat már találkozott egymással világbajnoki döntőben, nem is olyan régen, az 1986-os labdarúgó-világbajnokságon. Az a mérkőzés Argentína győzelmével zárult.
- Pedro Monzon volt az első a világbajnoki döntők történetében, akit kiállítottak. Nem sokkal később követte honfitársa, Gustavo Dezotti.
- Először fordult elő, hogy a világbajnokság döntőjében a vesztes fél nem szerzett gólt.